# Albert Kanta Kambala
Albert Kanta Kambala , est un footballeur international zaïrois, qui évoluait au poste de milieu de terrain . 

## Biographie

### Carrière de club
Né à Élisabethville, Kambala commence sa carrière au TP Mazembe. Il part ensuite en Grèce au sein de l'Alpha Ethniki à l'âge de 23 ans, en s'engageant avec le Rodos FC pour deux saisons. Il termine sa carrière de joueur en Belgique et reçoit sa licence UEFA Pro à l'école de Heysel. 

### Carrière d'entraîneur
Il dirige plusieurs clubs de football en RD Congo, dont le DCMP, l'AS Vita Club, l'AS Dragons, le SC Cilu, l'AS Kabasha, l'OC Bukavu Dawa et le FC Makila Mabe. 
En Mars 2008, il devient entraîneur du FC Makila et décède quatre mois plus tard avant le début de la Coupe du Congo. 

### Mort
Kanta Kambala décède dans un hôpital de Kikwit à l'âge de 50 ans.